# Copa Davis 2017
La Copa Davis 2017, també coneguda com a Davis Cup by BNP Paribas 2017, correspon a la 106a edició del torneig de tennis masculí més important per nacions. Setze equips participaren en el Grup Mundial i més de cent en els diferents sectors regionals.

## Grup Mundial
| Equips participants | Equips participants | Equips participants | Equips participants |
| ------------------- | ------------------- | ------------------- | ------------------- |
| Alemanya            | Argentina (1)       | Austràlia           | Bèlgica (7)         |
| Canadà              | Croàcia (2)         | Espanya             | Estats Units        |
| França (6)          | Itàlia              | Japó                | Regne Unit (3)      |
| Rússia              | Sèrbia (8)          | Suïssa (5)          | Txèquia (4)         |

### Quadre
|  | Primera ronda 3 - 5 de febrer                | Primera ronda 3 - 5 de febrer         | Primera ronda 3 - 5 de febrer |                                    |           | Quarts de final 7 - 9 d'abril | Quarts de final 7 - 9 d'abril                | Quarts de final 7 - 9 d'abril |   |   | Semifinals 15 - 17 de setembre | Semifinals 15 - 17 de setembre            | Semifinals 15 - 17 de setembre |  |   | Final 24 - 26 de novembre | Final 24 - 26 de novembre | Final 24 - 26 de novembre |
|  |                                              |                                       |                               |                                    |           |                               |                                              |                               |   |   |                                |                                           |                                |  |   |                           |                           |                           |
|  | Buenos Aires, Argentina (terra batuda)       |                                       |                               |                                    |           |                               |                                              |                               |   |   |                                |                                           |                                |  |   |                           |                           |                           |
|  | 1                                            | Argentina                             | 2                             |                                    |           |                               |                                              |                               |   |   |                                |                                           |                                |  |   |                           |                           |                           |
|  | 1                                            | Argentina                             | 2                             | Charleroi, Bèlgica (dura interior) |           |                               |                                              |                               |   |   |                                |                                           |                                |  |   |                           |                           |                           |
|  |                                              | Itàlia                                | 3                             |                                    |           |                               |                                              |                               |   |   |                                |                                           |                                |  |   |                           |                           |                           |
|  |                                              | Itàlia                                | 3                             |                                    | Itàlia    | 2                             |                                              |                               |   |   |                                |                                           |                                |  |   |                           |                           |                           |
|  | Frankfurt del Main, Alemanya (dura interior) |                                       |                               |                                    | Itàlia    | 2                             |                                              |                               |   |   |                                |                                           |                                |  |   |                           |                           |                           |
|  |                                              | 7                                     | Bèlgica                       | 3                                  |           |                               |                                              |                               |   |   |                                |                                           |                                |  |   |                           |                           |                           |
|  | 7                                            | 7                                     | Bèlgica                       | 3                                  | Bèlgica   | 4                             |                                              |                               |   |   |                                |                                           |                                |  |   |                           |                           |                           |
|  | 7                                            |                                       |                               |                                    | Bèlgica   | 4                             | Brussel·les, Bèlgica (terra batuda interior) |                               |   |   |                                |                                           |                                |  |   |                           |                           |                           |
|  |                                              | Alemanya                              | 1                             |                                    |           |                               |                                              |                               |   |   |                                |                                           |                                |  |   |                           |                           |                           |
|  |                                              |                                       |                               |                                    |           |                               | 7                                            | Bèlgica                       | 3 |   |                                |                                           |                                |  |   |                           |                           |                           |
|  | Melbourne, Austràlia (dura)                  |                                       |                               |                                    |           |                               | 7                                            | Bèlgica                       | 3 |   |                                |                                           |                                |  |   |                           |                           |                           |
|  |                                              |                                       | Austràlia                     | 2                                  |           |                               |                                              |                               |   |   |                                |                                           |                                |  |   |                           |                           |                           |
|  | 4                                            | Txèquia                               | Austràlia                     | 2                                  | 1         |                               |                                              |                               |   |   |                                |                                           |                                |  |   |                           |                           |                           |
|  | 4                                            | Txèquia                               | Brisbane, Austràlia (dura)    |                                    | 1         |                               |                                              |                               |   |   |                                |                                           |                                |  |   |                           |                           |                           |
|  |                                              | Austràlia                             | 4                             |                                    |           |                               |                                              |                               |   |   |                                |                                           |                                |  |   |                           |                           |                           |
|  |                                              | Austràlia                             | 4                             |                                    | Austràlia | 3                             |                                              |                               |   |   |                                |                                           |                                |  |   |                           |                           |                           |
|  | Birmingham, Estats Units (dura interior)     |                                       |                               |                                    | Austràlia | 3                             |                                              |                               |   |   |                                |                                           |                                |  |   |                           |                           |                           |
|  |                                              |                                       | Estats Units                  | 2                                  |           |                               |                                              |                               |   |   |                                |                                           |                                |  |   |                           |                           |                           |
|  | 5                                            | Suïssa                                | Estats Units                  | 2                                  | 0         |                               |                                              |                               |   |   |                                |                                           |                                |  |   |                           |                           |                           |
|  | 5                                            | Suïssa                                |                               |                                    | 0         |                               |                                              |                               |   |   |                                | Villeneuve-d'Ascq, França (dura interior) |                                |  |   |                           |                           |                           |
|  |                                              | Estats Units                          | 5                             |                                    |           |                               |                                              |                               |   |   |                                |                                           |                                |  |   |                           |                           |                           |
|  |                                              |                                       |                               |                                    |           |                               |                                              |                               |   |   |                                |                                           |                                |  |   |                           |                           |                           |
|  |                                              |                                       |                               |                                    |           |                               |                                              |                               |   |   |                                |                                           |                                |  | 7 | Bèlgica                   | 2                         |                           |
|  | Tòquio, Japó (dura interior)                 |                                       |                               |                                    |           |                               |                                              |                               |   |   |                                |                                           |                                |  | 7 | Bèlgica                   | 2                         |                           |
|  |                                              | 6                                     | França                        | 3                                  |           |                               |                                              |                               |   |   |                                |                                           |                                |  |   |                           |                           |                           |
|  |                                              | 6                                     | França                        | 3                                  | Japó      | 1                             |                                              |                               |   |   |                                |                                           |                                |  |   |                           |                           |                           |
|  |                                              | Rouen, França (terra batuda interior) |                               |                                    | Japó      | 1                             |                                              |                               |   |   |                                |                                           |                                |  |   |                           |                           |                           |
|  | 6                                            | França                                | 4                             |                                    |           |                               |                                              |                               |   |   |                                |                                           |                                |  |   |                           |                           |                           |
|  | 6                                            | França                                | 4                             |                                    | 6         | França                        | 4                                            |                               |   |   |                                |                                           |                                |  |   |                           |                           |                           |
|  | Ottawa, Canadà (dura interior)               |                                       |                               |                                    | 6         | França                        | 4                                            |                               |   |   |                                |                                           |                                |  |   |                           |                           |                           |
|  |                                              | 3                                     | Regne Unit                    | 1                                  |           |                               |                                              |                               |   |   |                                |                                           |                                |  |   |                           |                           |                           |
|  |                                              | 3                                     | Regne Unit                    | 1                                  | Canadà    | 2                             |                                              |                               |   |   |                                |                                           |                                |  |   |                           |                           |                           |
|  |                                              |                                       |                               |                                    | Canadà    | 2                             | Villeneuve-d'Ascq, França (terra batuda)     |                               |   |   |                                |                                           |                                |  |   |                           |                           |                           |
|  | 3                                            | Regne Unit                            | 3                             |                                    |           |                               |                                              |                               |   |   |                                |                                           |                                |  |   |                           |                           |                           |
|  | 3                                            | Regne Unit                            | 3                             |                                    |           |                               |                                              |                               |   | 6 | França                         | 3                                         |                                |  |   |                           |                           |                           |
|  | Niš, Sèrbia (dura interior)                  |                                       |                               |                                    |           |                               |                                              |                               |   | 6 | França                         | 3                                         |                                |  |   |                           |                           |                           |
|  |                                              | 8                                     | Sèrbia                        | 1                                  |           |                               |                                              |                               |   |   |                                |                                           |                                |  |   |                           |                           |                           |
|  |                                              | 8                                     | Sèrbia                        | 1                                  | Rússia    | 0                             |                                              |                               |   |   |                                |                                           |                                |  |   |                           |                           |                           |
|  |                                              | Belgrad, Sèrbia (dura interior)       |                               |                                    | Rússia    | 0                             |                                              |                               |   |   |                                |                                           |                                |  |   |                           |                           |                           |
|  | 8                                            | Sèrbia                                | 4                             |                                    |           |                               |                                              |                               |   |   |                                |                                           |                                |  |   |                           |                           |                           |
|  | 8                                            | Sèrbia                                | 4                             |                                    | 8         | Sèrbia                        | 4                                            |                               |   |   |                                |                                           |                                |  |   |                           |                           |                           |
|  | Osijek, Croàcia (dura interior)              |                                       |                               |                                    | 8         | Sèrbia                        | 4                                            |                               |   |   |                                |                                           |                                |  |   |                           |                           |                           |
|  |                                              |                                       | Espanya                       | 1                                  |           |                               |                                              |                               |   |   |                                |                                           |                                |  |   |                           |                           |                           |
|  |                                              | Espanya                               | Espanya                       | 1                                  | 3         |                               |                                              |                               |   |   |                                |                                           |                                |  |   |                           |                           |                           |
|  |                                              | Espanya                               |                               |                                    | 3         |                               |                                              |                               |   |   |                                |                                           |                                |  |   |                           |                           |                           |
|  | 2                                            | Croàcia                               | 2                             |                                    |           |                               |                                              |                               |   |   |                                |                                           |                                |  |   |                           |                           |                           |

## Play-off Grup Mundial
Els partits del Play-off del Grup Mundial es van disputar el 15 i 17 de setembre de 2017 i hi van participar els vuit equips perdedors de la primera ronda del Grup Mundial contra els vuit equips guanyadors dels Grup I dels tres sectors mundials. L'elecció dels caps de sèrie es va basar en el rànquing de la Copa Davis.
| Seu (superfície)                                                       | Equip local   | Resultat | Equip visitant |
| ---------------------------------------------------------------------- | ------------- | -------- | -------------- |
| National Tennis Centre, Astanà, Kazakhstan (dura interior)             | Kazakhstan    | 3 − 2    | Argentina (1)  |
| Plaza de Toros La Santamaria, Bogotà, Colòmbia (terra batuda)          | Colòmbia      | 1 − 4    | Croàcia (2)    |
| Swiss Tennis Arena, Biel/Bienne, Suïssa (dura interior)                | Suïssa (3)    | 3 − 2    | Belarús        |
| Sportcampus Zuiderpark, La Haia, Països Baixos (terra batuda interior) | Països Baixos | 3 − 2    | Txèquia (4)    |
| Clube de Tenis do Jamor, Oeiras, Portugal (terra batuda)               | Portugal      | 2 − 3    | Alemanya (5)   |
| Utsubo Tennis Center, Osaka, Japó (dura)                               | Japó (6)      | 3 − 1    | Brasil         |
| Margaret Island Athletic Centre, Budapest, Hongria (terra batuda)      | Hongria       | 3 − 1    | Rússia (7)     |
| Northlands Coliseum, Edmonton, Canadà (dura interior)                  | Canadà (8)    | 3 − 2    | Índia          |

## Sector Àfrica/Europa

### Grup I
Els partits de la primera i segona ronda del Grups I africà-europeu es van disputar entre el 3 i 5 de febrer, i 7 i 9 d'abril de 2017 respectivament. Els equips vencedors de la segona ronda van accedir al Play-off del Grup Mundial mentre que els perdedors de la primera ronda van accedir al Play-off de permanència als Grups II. Les rondes del play-off de descens es va disputar entre els dies 15 i 17 de setembre, i 24 i 26 de novembre. L'elecció dels caps de sèrie es va basar en el rànquing de la Copa Davis.
| Seu (superfície)                                                          | Equip local                  | Resultat                     | Equip visitant               |
| Segona ronda (7 i 9 d'abril)                                              | Segona ronda (7 i 9 d'abril) | Segona ronda (7 i 9 d'abril) | Segona ronda (7 i 9 d'abril) |
| ------------------------------------------------------------------------- | ---------------------------- | ---------------------------- | ---------------------------- |
| Aegon Arena NTC, Bratislava, Eslovàquia (dura interior)                   | Eslovàquia (1)               | 1 − 3                        | Hongria                      |
| Arena Zenica, Zenica, Bòsnia i Hercegovina (dura interior)                | Bòsnia i Hercegovina         | 1 − 3                        | Països Baixos (3)            |
| Republic Olympic Training Center, Minsk, Belarús (dura interior)          | Belarús                      | 3 − 1                        | Àustria (4)                  |
| Club Internacional de Foot-Ball, Lisboa, Portugal (terra batuda interior) | Portugal                     | 4 − 1                        | Ucraïna (2)                  |
| Primera ronda (3 i 5 de febrer)                                           |                              |                              |                              |
| Arena Zenica, Zenica, Bòsnia i Hercegovina (dura interior)                | Bòsnia i Hercegovina         | 5 − 0                        | Polònia                      |
| Republic Olympic Training Center, Minsk, Belarús (dura interior)          | Belarús                      | 3 − 2                        | Romania                      |
| Club Internacional de Foot-Ball, Lisboa, Portugal (terra batura interior) | Portugal                     | 5 − 0                        | Israel                       |
| Primera ronda de permanència (15 i 17 de setembre)                        |                              |                              |                              |
| Union Tennis Club Wels, Wels, Àustria (terra batura)                      | Àustria (4)                  | 4 − 1                        | Romania                      |
| Canada Stadium, Ramat ha-Xaron, Israel (dura)                             | Israel                       | 0 − 5                        | Ucraïna (2)                  |
| Segona ronda de permanència (24 i 26 de novembre)                         |                              |                              |                              |
| Aegon Arena NTC, Bratislava, Eslovàquia (terra batuda)                    | Eslovàquia (1)               | 4 − 1                        | Polònia                      |
| Canada Stadium, Ramat ha-Xaron, Israel (dura)                             | Israel                       | 5 − 0                        | Romania                      |

### Grup II
Els partits de la primera, segona i tercera ronda del Grup II africà-europeu es van disputar entre el 3 i 5 de febrer, 7 i 9 d'abril, i 15 i 17 de setembre de 2017 respectivament. Els dos equips vencedors de la tercera ronda van ascendir directament al Grup I del sector africà-europeu. Els quatre equips perdedors de la ronda de permanència, disputada entre el 7 i 9 d'abril, van descendir al Grup III. L'elecció dels caps de sèrie es va basar en el rànquing de la Copa Davis.
| Seu (superfície)                                                  | Equip local                         | Resultat                            | Equip visitant                      |
| Tercera ronda (15 i 17 de setembre)                               | Tercera ronda (15 i 17 de setembre) | Tercera ronda (15 i 17 de setembre) | Tercera ronda (15 i 17 de setembre) |
| ----------------------------------------------------------------- | ----------------------------------- | ----------------------------------- | ----------------------------------- |
| Bastad Tennis Stadium, Båstad, Suècia (terra batuda)              | Suècia (1)                          | 5 − 0                               | Lituània (3)                        |
| Ceres Park & Arena, Aarhus, Dinamarca (dura interior)             | Dinamarca (4)                       | 1 − 3                               | Sud-àfrica (8)                      |
| Segona ronda (7 i 9 d'abril)                                      |                                     |                                     |                                     |
| Ali Bey Hotels & Resorts, Antalya, Turquia (terra batuda)         | Turquia (7)                         | 1 − 4                               | Suècia (1)                          |
| Mziuri Tennis Club, Tbilisi, Geòrgia (dura)                       | Geòrgia                             | 2 − 3                               | Lituània (3)                        |
| Stavanger Forum Expo, Stavanger, Noruega (dura interior)          | Noruega                             | 1 − 4                               | Dinamarca (4)                       |
| Irene Country Club, Centurion, Sud-àfrica (dura)                  | Sud-àfrica (8)                      | 5 − 0                               | Eslovènia (2)                       |
| Primera ronda (3 i 5 de febrer)                                   |                                     |                                     |                                     |
| Cité Nationale Sportive El Menzah, Tunis, Tunísia (dura)          | Tunísia                             | 2 − 3                               | Suècia (1)                          |
| National Tennis Centre, Nicòsia, Xipre (dura)                     | Xipre                               | 1 − 4                               | Turquia (7)                         |
| Siauliai Tennis School, Šiauliai, Lituània (dura interior)        | Madagascar                          | 2 − 3                               | Lituània (3)                        |
| New Sport Hall, Tbilisi, Geòrgia (moqueta interior)               | Geòrgia                             | 3 − 2                               | Finlàndia (5)                       |
| Zemgales Olimpiskais centrs, Jelgava, Letònia (dura interior)     | Letònia (6)                         | 0 − 5                               | Noruega                             |
| Vejlby-Risskov Centret, Aarhus, Dinamarca (moqueta interior)      | Dinamarca (4)                       | 4 − 1                               | Marroc                              |
| Irene Country Club, Centurion, Sud-àfrica (dura)                  | Sud-àfrica (8)                      | 4 − 1                               | Estònia                             |
| Zeleznicarski Teniski Klub, Maribor, Eslovènia (dura interior)    | Eslovènia (2)                       | 3 − 2                               | Mònaco                              |
| Ronda de permanència (7 i 9 d'abril)                              |                                     |                                     |                                     |
| National Tennis Centre, Nicòsia, Xipre (dura)                     | Xipre                               | 1 − 4                               | Tunísia                             |
| Hangon Urheilutalo, Hanko, Finlàndia (dura interior)              | Finlàndia (5)                       | 3 − 2                               | Madagascar                          |
| Royal Tennis Club de Marrakech, Marràqueix, Marroc (terra batuda) | Marroc                              | 3 − 2                               | Letònia (6)                         |
| Tere Tennisekeskus, Tallinn, Estònia (dura)                       | Estònia                             | 3 − 2                               | Mònaco                              |

### Grup III

#### Àfrica
Els partits del Grup III del sector africà es van disputar entre el 17 i el 22 de juliol de 2017 sobre terra batuda exterior en el Solaimaneyah Club del Caire, Egipte. La primera fase estava formada per quatre grups de quatre països. Els primers de cada grup es van enfrontar en una eliminatòria, el primer del grup A contra el primer del B, i el primer del C contra el primer del D, per determinar els dos països que ascendien al Grup II del sector africà-europeu.
Grup A
|              | Zimbàbue | Egipte | Nigèria | Ruanda | V − D | Partits | Pos. |
| Zimbàbue (1) |          | 0−3    | 2−1     | 3−0    | 2−1   | 5−4     | 2    |
| Egipte       | 3−0      |        | 3−0     | 3−0    | 2−0   | 6−0     | 1    |
| Nigèria      | 1−2      | 0−3    |         | 3−0    | 1−2   | 4−5     | 3    |
| Ruanda       | 0−3      | 0−3    | 0−3     |        | 0−3   | 0−9     | 4    |

Grup B
|             | Algèria | Benín | Kenya | Botswana | Líbia | V − D | Partits | Pos. |
| Algèria (2) |         | 1−2   | 1−2   | 3−0      | 3−0   | 2−2   | 8−4     | 3    |
| Benín       | 2−1     |       | 1−2   | 3−0      | 3−0   | 3−1   | 9−3     | 2    |
| Kenya       | 2−1     | 2−1   |       | 3−0      | 2−1   | 4−0   | 9−3     | 1    |
| Botswana    | 0−3     | 0−3   | 0−3   |          | 1−2   | 0−4   | 1−11    | 5    |
| Líbia       | 0−3     | 0−3   | 1−2   | 2−1      |       | 1−3   | 3−9     | 4    |

Play-offs
| Ronda         | Equip A  | Resultat | Equip B |
| ------------- | -------- | -------- | ------- |
| Ascens        | Egipte   | 2 − 0    | Benín   |
| Ascens        | Zimbàbue | 2 − 0    | Kenya   |
| Cinquè / Sisè | Nigèria  | 2 − 0    | Algèria |
| Setè / Vuitè  | Ruanda   | 2 − 1    | Líbia   |
| Novè          | Botswana |          |         |

#### Europa
Els partits del Grup III del sector europeu es van disputar entre el 5 i el 8 d'abril de 2017 sobre pista dura exterior en el Holiday Village Santa Marina de Sozòpol, Bulgària. La primera fase estava formada per quatre grups de quatre països. Els primers de cada grup es van enfrontar en una eliminatòria, el primer del grup A contra el primer del B, i el primer del C contra el primer del D, per determinar els dos països que ascendien al Grup II del sector africà-europeu.
Grup A
|          | Armènia | Bulgària | Grècia | V − D | Partits | Pos. |
| Armènia  |         | 0−3      | 0−3    | 0−2   | 0−6     | 3    |
| Bulgària | 3−0     |          | 3−0    | 2−0   | 6−0     | 1    |
| Grècia   | 3−0     | 0−3      |        | 1−1   | 3−3     | 2    |

Grup B
|                    | Islàndia | Malta | Moldàvia | Macedònia del Nord | V − D | Partits | Pos. |
| Islàndia           |          | 1−2   | 2−1      | 0−3                | 1−2   | 3−6     | 4    |
| Malta              | 2−1      |       | 1−2      | 1−2                | 1−2   | 4−5     | 3    |
| Moldàvia           | 1−2      | 2−1   |          | 1−2                | 1−2   | 4−5     | 2    |
| Macedònia del Nord | 3−0      | 2−1   | 2−1      |                    | 3−0   | 7−2     | 1    |

Grup C
|               | San Marino | Albània | Luxemburg | Liechtenstein | V − D | Partits | Pos. |
| San Marino    |            | 1−2     | 0−3       | 1−2           | 0−3   | 2−7     | 4    |
| Albània       | 2−1        |         | 0−3       | 0−3           | 1−2   | 2−7     | 3    |
| Luxemburg     | 3−0        | 3−0     |           | 3−0           | 3−0   | 9−0     | 1    |
| Liechtenstein | 2−1        | 3−0     | 0−3       |               | 2−1   | 5−4     | 2    |

Grup D
|            | Andorra | Kosovo | Irlanda | Montenegro | V − D | Partits | Pos. |
| Andorra    |         | 3−0    | 0−3     | 1−2        | 1−2   | 4−5     | 3    |
| Kosovo     | 0−3     |        | 0−3     | 0−3        | 0−3   | 0−9     | 4    |
| Irlanda    | 3−0     | 3−0    |         | 2−1        | 3−0   | 8−1     | 1    |
| Montenegro | 2−1     | 3−0    | 1−2     |            | 2−1   | 6−3     | 2    |

Play-offs
| Ronda            | Equip A            | Resultat | Equip B       |
| ---------------- | ------------------ | -------- | ------------- |
| Ascens           | Bulgària           | 1 − 2    | Irlanda       |
| Ascens           | Macedònia del Nord | 1 − 2    | Luxemburg     |
| Cinquè / Vuitè   | Grècia             | 1 − 2    | Montenegro    |
| Cinquè / Vuitè   | Moldàvia           | 2 − 1    | Liechtenstein |
| Novè / Dotzè     | Armènia            | 2 − 1    | Andorra       |
| Novè / Dotzè     | Malta              | 2 − 1    | Albània       |
| Tretzè / Catorzè | Islàndia           | 2 − 0    | San Marino    |
| Quinzè           | Kosovo             |          |               |

## Sector Amèrica

### Grup I
Els partits de la primera i segona ronda del Grups I americà es van disputar entre el 3 i 5 de febrer, i 7 i 9 d'abril de 2017 respectivament. Els equips vencedors de la segona ronda van accedir al Play-off del Grup Mundial mentre que els perdedors de la primera ronda van accedir al Play-off de descens al Grup II. Les rondes del play-off de descens es va disputar entre els dies 15 i 17 de setembre, i 24 i 26 de novembre. L'elecció dels caps de sèrie es va basar en el rànquing de la Copa Davis.
| Seu (superfície)                                            | Equip local                  | Resultat                     | Equip visitant               |
| Segona ronda (7 i 9 d'abril)                                | Segona ronda (7 i 9 d'abril) | Segona ronda (7 i 9 d'abril) | Segona ronda (7 i 9 d'abril) |
| ----------------------------------------------------------- | ---------------------------- | ---------------------------- | ---------------------------- |
| Club Tungurahua, Ambato, Equador (terra batuda)             | Equador                      | 0 − 5                        | Brasil (1)                   |
| Country Club Ejecutivos, Medellín, Colòmbia (terra batuda)  | Colòmbia (2)                 | 3 − 1                        | Xile                         |
| Primera ronda (3 i 5 de febrer)                             |                              |                              |                              |
| Guayaquil Tenis Club, Guayaquil, Equador (terra batuda)     | Equador                      | 5 − 0                        | Perú                         |
| Parque Del Este, Santo Domingo, República Dominicana (dura) | República Dominicana         | 0 − 5                        | Xile                         |
| Primera ronda de permanència (15 i 17 de setembre)          |                              |                              |                              |
| Segona ronda de permanència (24 i 26 de novembre)           |                              |                              |                              |
| Parque Del Este, Santo Domingo, República Dominicana (dura) | República Dominicana         | 4 − 1                        | Perú                         |

### Grup II
Els partits de la primera, segona i tercera ronda del Grup II americà es van disputar entre el 3 i 5 de febrer, i 7 i 9 d'abril, i 15 i 17 de setembre de 2017 respectivament. L'equip vencedor de la tercera ronda va ascendir directament al Grup I del sector americà. Els dos equips perdedors de la ronda de permanència, disputada el 15 i 17 de setembre, van descendir al Grup III. L'elecció dels caps de sèrie es va basar en el rànquing de la Copa Davis.
| Seu (superfície)                                                          | Equip local                         | Resultat                            | Equip visitant                      |
| Tercera ronda (15 i 17 de novembre)                                       | Tercera ronda (15 i 17 de novembre) | Tercera ronda (15 i 17 de novembre) | Tercera ronda (15 i 17 de novembre) |
| ------------------------------------------------------------------------- | ----------------------------------- | ----------------------------------- | ----------------------------------- |
| National Tennis Centre, Widley, Barbados (dura)                           | Barbados (1)                        | 3 − 2                               | Veneçuela (2)                       |
| Segona ronda (7 i 9 d'abril)                                              |                                     |                                     |                                     |
| National Tennis Centre, Saint Michael, Barbados (dura)                    | Barbados (1)                        | 3 − 2                               | Guatemala                           |
| Doral Park Country Club, Doral, Estats Units                              | Veneçuela (2)                       | 3 − 2                               | El Salvador (4)                     |
| Primera ronda (3 i 5 de febrer)                                           |                                     |                                     |                                     |
| Rakiura Resort, Asunción, Paraguai (dura)                                 | Paraguai                            | 1 − 3                               | Barbados (1)                        |
| Federación Nacional de Tenis de Campo, Guatemala, Guatemala (dura)        | Guatemala                           | 3 − 1                               | Mèxic (3)                           |
| Ciudad Merliot, Santa Tecla, El Salvador (dura)                           | El Salvador (4)                     | 3 − 2                               | Bolívia                             |
| Doral Park Country Club, Doral, Estats Units (dura)                       | Veneçuela (2)                       | 5 − 0                               | Bahames                             |
| Ronda de permanència (15 i 17 de setembre)                                |                                     |                                     |                                     |
| Polideportivo Metropolitano de Tenis, Zapopan, Mèxic (dura)               | Mèxic (3)                           | 5 − 0                               | Paraguai                            |
| Club de Tenis Santa Cruz, Santa Cruz de la Sierra, Bolívia (terra batuda) | Bolívia                             | 4 − 1                               | Bahames                             |

### Grup III
Els partits del Grup III del sector americà es van disputar entre el 12 i el 17 de juny de 2017 sobre terra batuda exterior en el Carrasco Lawn Tennis Club de Montevideo, Uruguai. La primera fase estava formada per un grup de quatre països i un de cinc. Els dos primers de cada grup es van enfrontar en una eliminatòria, el primer del grup A contra el segon del B, i el primer del B contra el segon de l'A, per determinar els dos països que ascendien al Grup II del sector americà.
Grup A
|            | Uruguai | Costa Rica | Cuba | Panamà | V − D | Partits | Pos. |
| Uruguai    |         | 3−0        | 3−0  | 3−0    | 3−0   | 9−0     | 1    |
| Costa Rica | 0−3     |            | 2−1  | 3−0    | 2−1   | 5−1     | 2    |
| Cuba       | 0−3     | 1−2        |      | 1−2    | 0−3   | 2−7     | 4    |
| Panamà     | 0−3     | 0−3        | 2−1  |        | 1−2   | 2−7     | 3    |

Grup B
|                   | Puerto Rico | Hondures | Jamaica | Bermudes | Antigua i Barbuda | V − D | Partits | Pos. |
| Puerto Rico       |             | 3−0      | 3−0     | 3−0      | 3−0               | 4−0   | 12−0    | 1    |
| Hondures          | 0−3         |          | 2−1     | 2−1      | 3−0               | 3−0   | 7−5     | 2    |
| Jamaica           | 0−3         | 1−2      |         | 3−0      | 2−1               | 2−2   | 6−6     | 3    |
| Bermudes          | 0−3         | 1−2      | 0−3     |          | 2−1               | 1−0   | 3−9     | 4    |
| Antigua i Barbuda | 0−3         | 0−3      | 1−2     | 1−2      |                   | 0−4   | 2−10    | 5    |

Play-offs
| Ronda       | Equip A           | Resultat | Equip B     |
| ----------- | ----------------- | -------- | ----------- |
| Ascens      | Uruguai           | 2 − 0    | Hondures    |
| Ascens      | Costa Rica        | 1 − 2    | Puerto Rico |
| Cinquè/Sisè | Panamà            | 2 − 1    | Jamaica     |
| Setè/Vuitè  | Cuba              | 2 − 0    | Bermudes    |
| Novè        | Antigua i Barbuda |          |             |

## Sector Àsia/Oceania

### Grup I
Els partits de la primera i segona ronda del Grup I asiàtico-oceànic es van disputar entre el 3 i 5 de febrer, i 7 i 9 d'abril de 2017 respectivament. Els dos equips vencedors de la segona ronda va accedir al Play-off del Grup Mundial mentre que els perdedors de la primera ronda van accedir al Play-off de descens al Grup II. Les rondes del play-off de descens es va disputar entre els dies 15 i 17 de setembre, i 24 i 26 de novembre, i l'equip derrotat va descendir al Grup II. L'elecció dels caps de sèrie es va basar en el rànquing de la Copa Davis.
| Seu (superfície)                                                         | Equip local                  | Resultat                     | Equip visitant               |
| Segona ronda (7 i 9 d'abril)                                             | Segona ronda (7 i 9 d'abril) | Segona ronda (7 i 9 d'abril) | Segona ronda (7 i 9 d'abril) |
| ------------------------------------------------------------------------ | ---------------------------- | ---------------------------- | ---------------------------- |
| National Tennis Centre, Astanà, Kazakhstan (terra batuda interior)       | Kazakhstan (1)               | 4 − 1                        | R.P. de la Xina              |
| KSLTA Tennis Stadium, Bangalore, Índia (dura)                            | Índia (2)                    | 4 − 1                        | Uzbekistan                   |
| Primera ronda (3 i 5 de febrer)                                          |                              |                              |                              |
| Kaohsiung Yangming Tennis Courts, Kaohsiung, República de la Xina (dura) | Xina Taipei                  | 0 − 5                        | R.P. de la Xina              |
| Sports Town Tennis Courts, Gimcheon, Corea del Sud (dura interior)       | Corea del Sud                | 1 − 3                        | Uzbekistan                   |
| Balewadi Sports Complex, Poona, Índia (dura)                             | Índia (2)                    | 4 − 1                        | Nova Zelanda                 |
| Primera ronda del play-off de descens (7 i 9 d'abril)                    |                              |                              |                              |
| ASB Tennis Arena, Auckland, Nova Zelanda (dura)                          | Nova Zelanda                 | 3 − 2                        | Corea del Sud                |
| Segona ronda del play-off de descens (24 i 26 d'octubre)                 |                              |                              |                              |
| Yang Gu Tennis Park, Gangwon-do, Corea del Sud (dura)                    | Corea del Sud                | 3 − 2                        | Xina Taipei                  |

### Grup II
Els partits de la primera, segona i tercera ronda del Grup I asiàtico-oceànic es van disputar entre el 3 i 5 de febrer, 7 i 9 d'abril, i 15 i 17 de setembre de 2017 respectivament. L'equip vencedor de la tercera ronda va accedir al Grup I mentre que els perdedors de la primera ronda van accedir al Play-off de descens al Grup II. Les rondes del play-off de descens es va disputar entre els dies 15 i 17 de juliol, i els dos equips derrotats van descendir al Grup III. L'elecció dels caps de sèrie es va basar en el rànquing de la Copa Davis.
| Seu (superfície)                                                     | Equip local                         | Resultat                            | Equip visitant                      |
| Tercera ronda (15 i 17 de setembre)                                  | Tercera ronda (15 i 17 de setembre) | Tercera ronda (15 i 17 de setembre) | Tercera ronda (15 i 17 de setembre) |
| -------------------------------------------------------------------- | ----------------------------------- | ----------------------------------- | ----------------------------------- |
| Pakistan Sports Complex, Islamabad, Pakistan (gespa interior)        | Pakistan (1)                        | 3 − 2                               | Tailàndia (2)                       |
| Segona ronda (7 i 9 d'abril)                                         |                                     |                                     |                                     |
| Pakistan Sports Complex, Islamabad, Pakistan (gespa)                 | Pakistan (1)                        | [ 64 ]                              | Hong Kong                           |
| The National Tennis Development Center, Nonthaburi, Tailàndia (dura) | Tailàndia (2)                       | 5 − 0                               | Filipines (3)                       |
| Primera ronda (3 i 5 de febrer)                                      |                                     |                                     |                                     |
| Pakistan Sports Complex, Islamabad, Pakistan (dura)                  | Pakistan (1)                        | 3 − 2                               | Iran                                |
| Phu Tho Tennis Club, Ho Chi Minh, Vietnam (dura)                     | Vietnam (4)                         | 2 − 3                               | Hong Kong                           |
| Philippine Columbian Association, Manila, Filipines (dura interior)  | Filipines (3)                       | 4 − 1                               | Indonèsia                           |
| Kuwait Tennis Federation Centre, Meshref, Kuwait (dura)              | Kuwait                              | 1 − 3                               | Tailàndia (2)                       |
| Ronda de permanència (7 i 9 d'abril)                                 |                                     |                                     |                                     |
| Isfahan Center Tennis Complex, Esfahan, Iran (terra batuda)          | Iran                                | 5 − 0                               | Vietnam (4)                         |
| Gelora Manahan Tennis Stadium Complex, Surakarta, Indonèsia (dura)   | Indonèsia                           | 4 − 1                               | Kuwait                              |

### Grup III
Els partits del Grup III del sector asiàtic es van disputar entre el 17 i el 22 de juliol de 2017 sobre terra batuda exterior en el Sri Lanka Tennis Association de Colombo, Sri Lanka. La primera fase estava formada per dos grups de quatre països. Els dos primers de cada grup es van enfrontar en una eliminatòria, el primer del grup A contra el primer del B, i viceversa, per determinar els dos països que ascendien al Grup II del sector asiàtic. Per la part baixa, els dos darrers classificats de cada grup s'enfrontaven en una eliminatòria on els dos perdedors descendien al Grup IV del sector asiàtic.
Grup A
|                 | Sri Lanka | Síria | Pacific Oceania | Jordània | V − D | Partits | Pos. |
| Sri Lanka (1)   |           | 2−1   | 2−1             | 2−1      | 3−0   | 6−3     | 1    |
| Síria           | 1−2       |       | 1−2             | 1−2      | 0−3   | 3−6     | 4    |
| Pacific Oceania | 1−2       | 2−1   |                 | 1−2      | 1−2   | 4−5     | 3    |
| Jordània        | 1−2       | 2−1   | 2−1             |          | 2−1   | 5−4     | 2    |

Grup B
|                     | Líban | Malàisia | Qatar | Emirats Àrabs Units | Turkmenistan | V − D | Partits | Pos. |
| Líban (2)           |       | 2−1      | 3−0   | 2−1                 | 2−1          | 4−0   | 9−3     | 1    |
| Malàisia            | 1−2   |          | 0−2   | 2−1                 | 3−0          | 2−2   | 6−5     | 3    |
| Qatar               | 0−3   | 2−0      |       | 2−1                 | 2−1          | 3−1   | 6−5     | 2    |
| Emirats Àrabs Units | 1−2   | 1−2      | 1−2   |                     | 2−1          | 1−3   | 5−7     | 4    |
| Turkmenistan        | 1−2   | 0−3      | 1−2   | 1−2                 |              | 0−4   | 3−9     | 5    |

Play-offs
| Ronda   | Equip A         | Resultat | Equip B             |
| ------- | --------------- | -------- | ------------------- |
| Ascens  | Sri Lanka       | 2 − 0    | Qatar               |
| Ascens  | Jordània        | 0 − 2    | Líban               |
| Cinquè  | Malàisia        |          |                     |
| Descens | Pacific Oceania | 2 − 1    | Turkmenistan        |
| Descens | Síria           | 2 − 0    | Emirats Àrabs Units |

### Grup IV
Els partits del Grup IV del sector asiàtico-oceànic es van disputar entre el 3 i el 8 d'abril de 2017 sobre terra batuda exterior en el Bahrain Tennis Federation d'Isa Town, Bahrain. La primera fase estava formada per tres grups de tres països i un de quatre. Els primers de cada grup es van enfrontar en una eliminatòria per determinar els dos països que ascendien al sector Àsia/Oceania del Grup III.
Grup A
|                | Bahrain | Cambodja | Kirguizstan | Myanmar | Aràbia Saudita | V − D | Partits | Pos. |
| Bahrain        |         | 0−3      | 3−0         | 1−2     | 0−3            | 1−3   | 4−8     | 4    |
| Cambodja       | 3−0     |          | 2−1         | 3−0     | 2−1            | 4−0   | 10−2    | 1    |
| Kirguizstan    | 0−3     | 1−2      |             | 1−2     | 0−3            | 0−4   | 2−10    | 5    |
| Myanmar        | 2−1     | 0−3      | 2−1         |         | 0−3            | 2−2   | 4−8     | 3    |
| Aràbia Saudita | 3−0     | 1−2      | 3−0         | 3−0     |                | 3−1   | 10−2    | 2    |

Grup B
|             | Bangladesh | Iraq | Mongòlia | Oman | Singapur | Tadjikistan | V − D | Partits | Pos. |
| Bangladesh  |            | 2−1  | 1−2      | 0−3  | 0−3      | 1−2         | 1−4   | 4−11    | 5    |
| Iraq        | 1−2        |      | 1−2      | 0−3  | 0−3      | 2−1         | 1−4   | 4−11    | 6    |
| Mongòlia    | 2−1        | 2−1  |          | 2−1  | 0−3      | 2−1         | 4−1   | 8−7     | 3    |
| Oman        | 3−0        | 3−0  | 1−2      |      | 2−1      | 3−0         | 4−1   | 12−3    | 2    |
| Singapur    | 3−0        | 3−0  | 3−0      | 1−2  |          | 3−0         | 4−1   | 13−2    | 1    |
| Tadjikistan | 2−1        | 1−2  | 1−2      | 0−3  | 0−3      |             | 1−4   | 4−11    | 4    |

Play-offs
| Ronda         | Equip A        | Resultat | Equip B     |
| ------------- | -------------- | -------- | ----------- |
| Ascens        | Cambodja       | 2 − 0    | Oman        |
| Ascens        | Aràbia Saudita | 2 − 1    | Singapur    |
| Cinquè / Sisè | Myanmar        | 2 − 1    | Mongòlia    |
| Setè / Vuitè  | Bahrain        | 1 − 2    | Tadjikistan |
| Novè / Desè   | Kirguizstan    | 2 − 1    | Bangladesh  |
| Onzè          | Iraq           |          |             |

## Resum
| Grup         | Grup      | Països                                                                       |
| ------------ | --------- | ---------------------------------------------------------------------------- |
| Grup Mundial | Campió    | França                                                                       |
| Grup Mundial | Finalista | Bèlgica                                                                      |
| Grup Mundial | Descens   | Argentina, Rússia, Txèquia                                                   |
| Grup I       | Ascens    | Hongria, Kazakhstan, Països Baixos                                           |
| Grup I       | Descens   | Perú, Polònia, Romania, Xina Taipei                                          |
| Grup II      | Ascens    | Barbados, Pakistan, Sud-àfrica, Suècia                                       |
| Grup II      | Descens   | Bahames, Kuwait, Letònia, Madagascar, Mònaco, Paraguai, Vietnam, Xipre       |
| Grup III     | Ascens    | Egipte, Irlanda, Líban, Luxemburg, Puerto Rico, Sri Lanka, Uruguai, Zimbàbue |
| Grup III     | Descens   | Emirats Àrabs Units, Turkmenistan                                            |
| Grup IV      | Ascens    | Aràbia Saudita, Cambodja                                                     |

## Rànquing
| Rànquing de la Copa Davis ITF 2017 (27/11/2017) | Rànquing de la Copa Davis ITF 2017 (27/11/2017) | Rànquing de la Copa Davis ITF 2017 (27/11/2017) | Rànquing de la Copa Davis ITF 2017 (27/11/2017) | Rànquing de la Copa Davis ITF 2017 (27/11/2017) | Rànquing de la Copa Davis ITF 2017 (27/11/2017) |
| Pos.                                            | País                                            | Punts                                           | Eliminatòries                                   | Ant.                                            | Mov.                                            |
| ----------------------------------------------- | ----------------------------------------------- | ----------------------------------------------- | ----------------------------------------------- | ----------------------------------------------- | ----------------------------------------------- |
| 1                                               | França                                          | 30.218,75                                       | 13                                              | 4                                               | 3                                               |
| 2                                               | Argentina                                       | 22.201,25                                       | 11                                              | 1                                               | 1                                               |
| 3                                               | Bèlgica                                         | 19.695,00                                       | 12                                              | 7                                               | 4                                               |
| 4                                               | Regne Unit                                      | 19.480,94                                       | 11                                              | 2                                               | 2                                               |
| 5                                               | Croàcia                                         | 12.698,76                                       | 10                                              | 3                                               | 2                                               |
| 6                                               | Austràlia                                       | 10.387,50                                       | 10                                              | 9                                               | 3                                               |
| 7                                               | Sèrbia                                          | 8.812,50                                        | 9                                               | 8                                               | 1                                               |
| 8                                               | Suïssa                                          | 8.162,50                                        | 10                                              | 5                                               | 3                                               |
| 9                                               | Itàlia                                          | 6.470,63                                        | 9                                               | 10                                              | 1                                               |
| 10                                              | Estats Units                                    | 4.895,31                                        | 8                                               | 11                                              | 1                                               |